# 亚历山大·谢尔盖耶维奇·斯塔罗沃伊托夫
亚历山大·谢尔盖耶维奇·斯塔罗沃伊托夫（羅馬化：Aleksandr Sergeyevich Starovoytov；1972年1月28日—）是俄罗斯政治人物，第六届和第七届国家杜马议员。
1997年，斯塔罗沃伊托夫毕业于俄罗斯联邦安全局学院反情报系，在那里他学会了日语。2011年，他代表俄罗斯自由民主党当选第六届国家杜马议员。2016年，他连任第七届国家杜马议员。